# Wiktor Burajew
Wiktor Burajew, ros. Виктор Михайлович Бураев (ur. 23 sierpnia 1982 w Penzie) – rosyjski lekkoatleta specjalizujący się w chodzie sportowym, uczestnik letnich igrzysk olimpijskich w Atenach (2004).
W okresie od 09.09.2008 do 08.09.2010 był zdyskwalifikowany za stosowanie niedozwolonych środków dopingujących.

## Sukcesy sportowe
- dwukrotny mistrz Rosji w chodzie na 20 kilometrów – 2002, 2003[2]

| Rok  | Miasto    | Zawody                            | Konkurencja                                             | Wynik         |
| ---- | --------- | --------------------------------- | ------------------------------------------------------- | ------------- |
| 1998 | Moskwa    | Światowe Igrzyska Młodzieży       | chód na 5000 m                                          | srebrny medal |
| 2000 | Santiago  | Mistrzostwa świata juniorów       | chód na 10 000 m                                        | brązowy medal |
| 2001 | Edmonton  | Mistrzostwa świata                | chód na 20 km                                           | brązowy medal |
| 2001 | Dudince   | Puchar Europy w chodzie sportowym | chód na 20 km (indywidualnie) chód na 20 km (drużynowo) | złoty medal   |
| 2001 | Brisbane  | Igrzyska Dobrej Woli              | chód na 20 km                                           | 4. miejsce    |
| 2002 | Monachium | Mistrzostwa Europy                | chód na 20 km                                           | 4. miejsce    |
| 2006 | Göteborg  | Mistrzostwa Europy                | chód na 20 km                                           | 4. miejsce    |

## Rekordy życiowe
- chód na 10 000 metrów – 38:46,4 – Moskwa 20/05/2000
- chód na 10 kilometrów – 38:58 – Sarańsk 21/06/2003
- chód na 20 kilometrów – 1:18:06 – Adler 04/03/2001